# Jo Sternheim

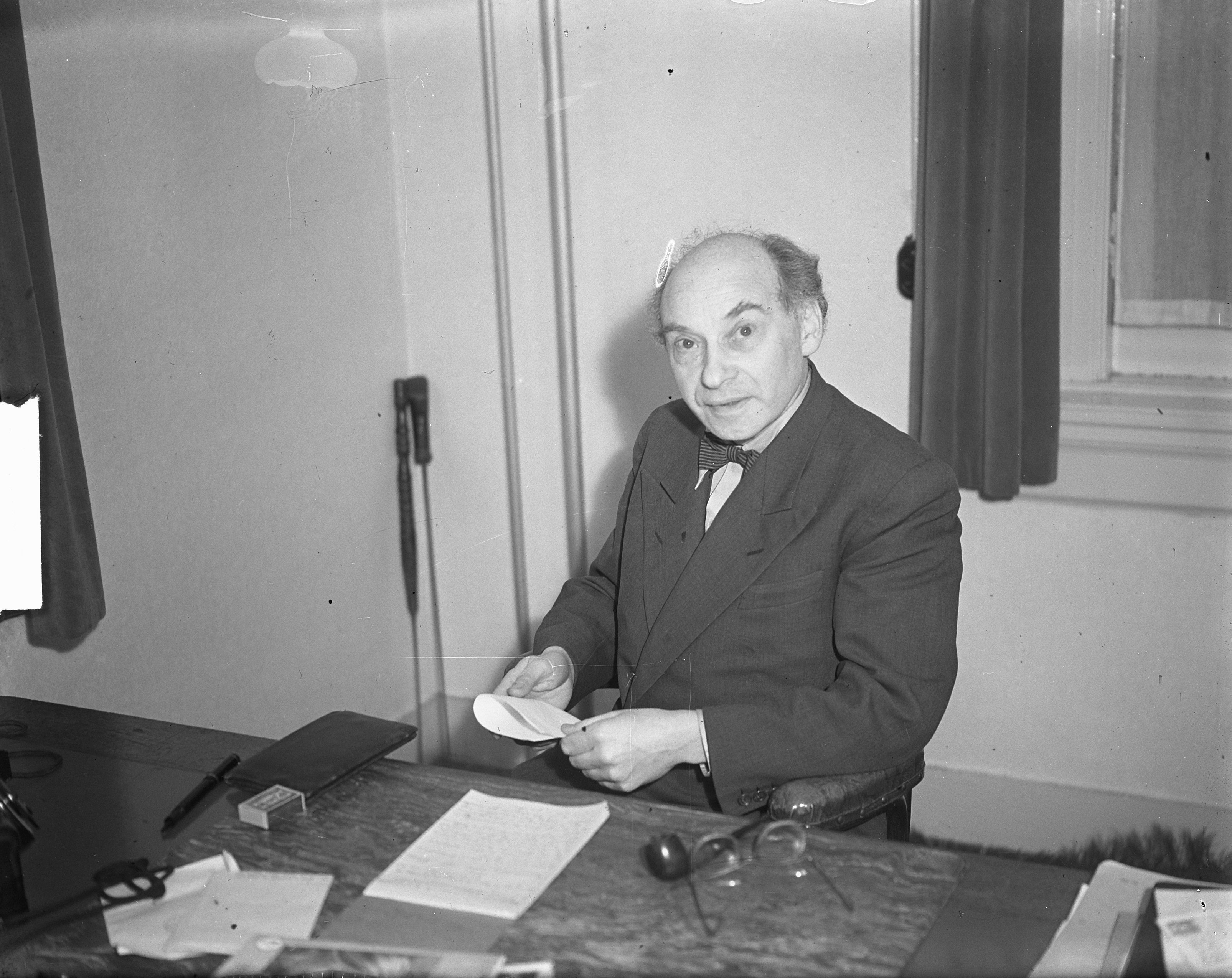
Jo Sternheim in 1950

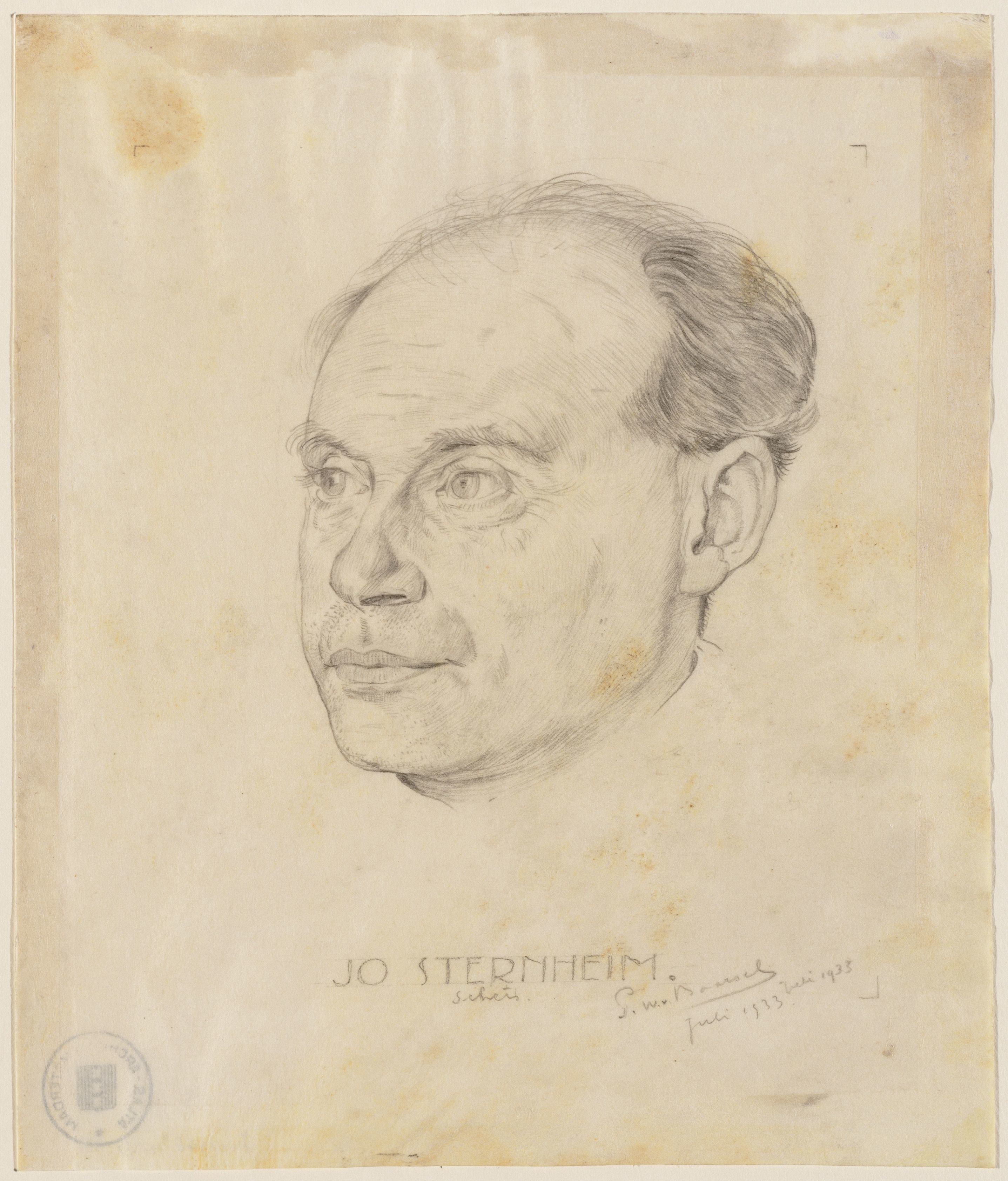
Portret van toneelspeler en regisseur Joseph Sternheim (1887-1956)

Joseph (Jo) Sternheim (Amsterdam, 23 augustus 1887 – aldaar, 17 februari 1956) was een Nederlands toneelspeler en regisseur. 

## Biografie
Sternheim werd geboren in Amsterdam als zoon van Manus Sternheim en Leentje Hamburger. Sternheim deed de driejarige hbs en ging daarna aan het werk als kantoorbediende. In 1909 debuteerde hij als toneelspeler bij Willem Royaards. 

### Tweede Wereldoorlog
Sternheim speelde tijdens de Tweede Wereldoorlog door als deel van het Joodse verzet. Zelf overleefde hij de oorlog maar sommige familieleden waren minder fortuinlijk. Zo verloor zijn zuster Esther Henriette (Jet) Sternheim (1890-1976) haar man Louis Polak (1893-1944) en zoon Herman (1924-1945), beiden in Duitse concentratiekampen.

### Na de oorlog
In 1946 werd Sternheim zakelijk leider van het Amsterdams Toneelgezelschap (A.T.G). Bij zijn jubileum in 1951 werd hij benoemd tot officier in de Orde van Oranje-Nassau.

### Persoonlijk
Hij trouwde in 1915 met Maria Catharina (Marietje) Haije. Hun dochter Helena trouwde met Marius Flothuis. Noor Sternheim en Joost Sternheim zijn kleinkinderen. Sternheim overleed in 1956.
- Nederlandse Thesaurus van Auteursnamen: 241739985
- Virtual International Authority File: 279858027